# Watchdogs (UB40)
Watchdogs is een nummer van de Britse band UB40 uit 1987. Het is derde en laatste single van hun zevende studioalbum Rat in the Kitchen.
"Watchdogs" is een reggaenummer met een vrolijk geluid. Het nummer werd een (bescheiden) hit op de Britse eilanden en in het Nederlandse taalgebied. In het Verenigd Koninkrijk bereikte het de 9e positie. Het meeste succes kende de plaat in de Nederlandse Top 40 met een 8e positie, terwijl het in de Vlaamse Radio 2 Top 30 op de 22e positie terechtkwam.